# 藁馬

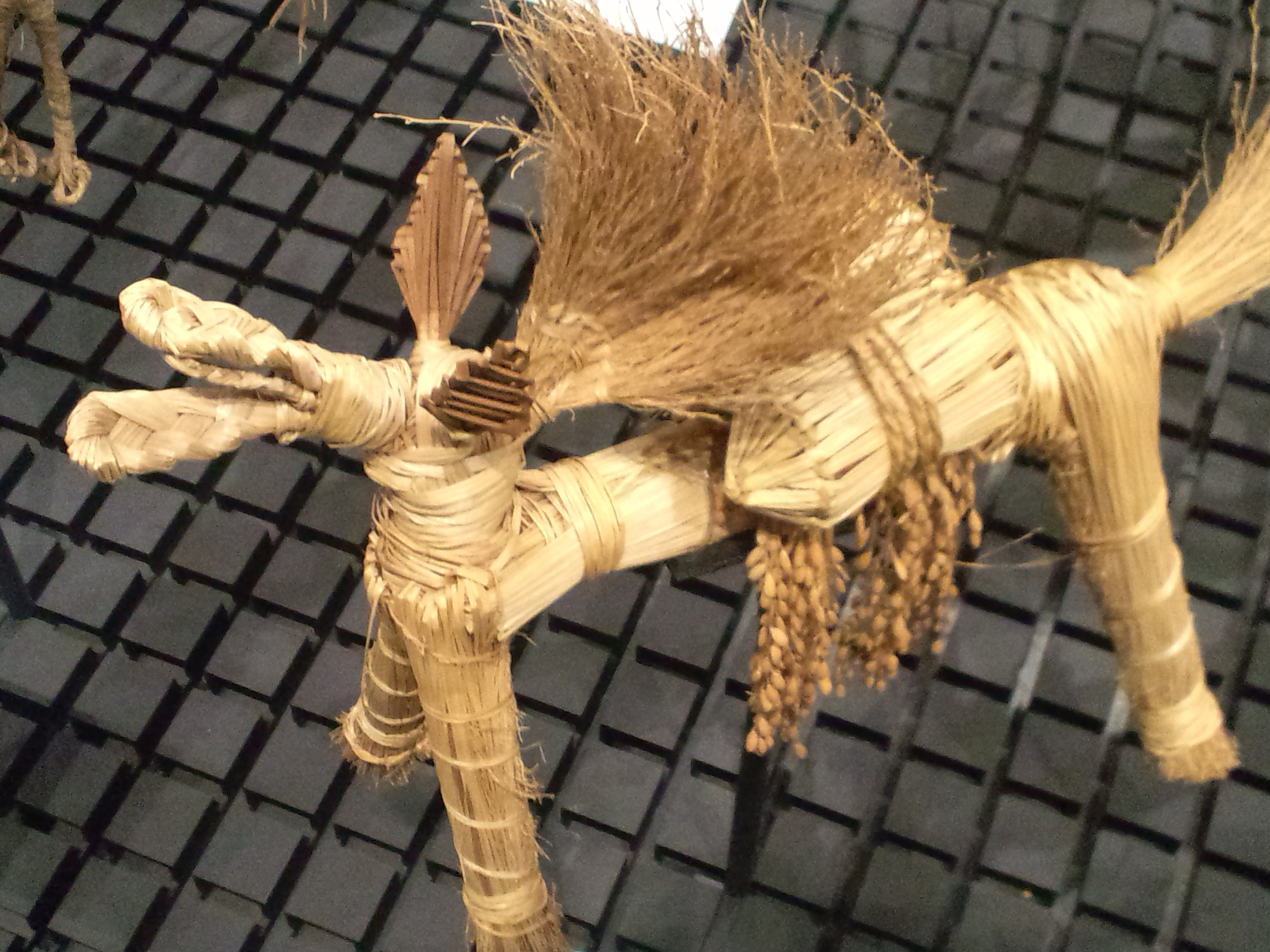
道祖神祭のウマ（鳥取県大山町、1978年製作）

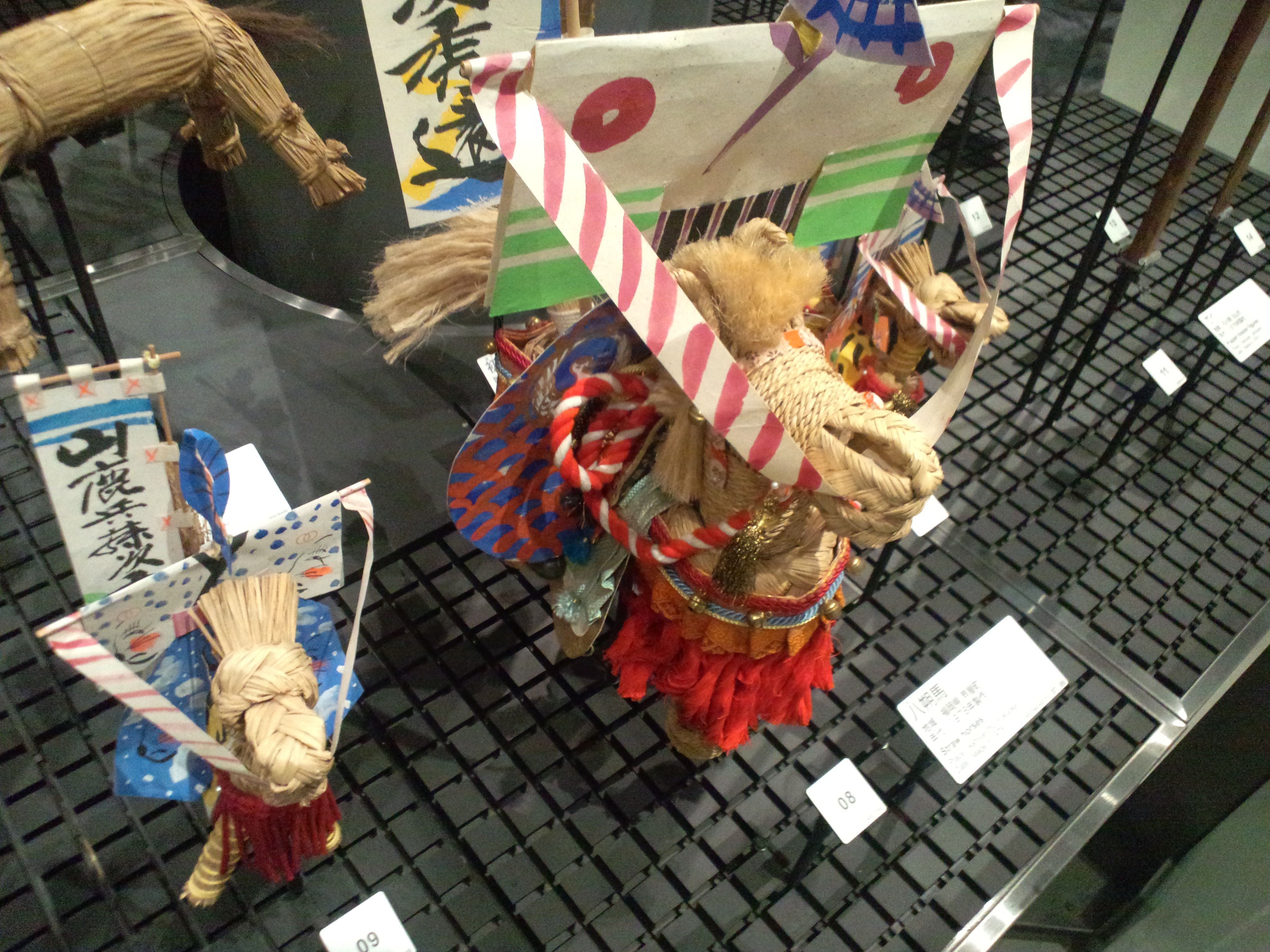
八朔馬（福岡県芦屋町、1978年製作）

藁馬（わらうま）とは、日本各地の行事や祭りで用いられる藁で作った馬のこと。また、その馬を用いた行事や祭事のこと。藁馬には祖霊・田の神・貧乏神・疱瘡神といった神が乗ってくるとされ、民俗的には神送り・神迎え・招福・厄払いの4つの役割を担う。

## 藁馬を用いる祭り・行事
代表的なものとして、以下の行事や祭りがある。
正月
- サイノカミ – 鳥取県・島根県・岡山県などで行われ、サイノカミに藁馬を持って詣る点が共通する。
- 小正月の来訪神 – 鳥取県・島根県・岡山県・広島県の内陸部、山口県萩市や下関市、福岡県福岡市、熊本県菊池市などで行われ、藁馬は各戸を回って餅などと交換され、神棚などに供えられる点が共通する。厄払いや招福、豊作祈願を目的とする。
- 初午 – 長野県北東部に多く見られ、藁馬を引いて道祖神に詣る点が共通する。子供の無病息災や家内安全を祈願する。
- コトヨウカ – 長野県・静岡県・愛知県で行われ、藁馬は地区内を回った後、燃やされる（廃棄される）という点が共通している。藁馬に厄を請け負わせる厄送りの役割を果たす。

稲作
- 野神送り – 奈良県天理市・徳島県勝浦郡に行われ、藁馬を子供が引く共通点がある。
- 馬っこつなぎ – 青森県・岩手県で行われ、藁馬は2頭1対で餅やシトギなどを口にくわえるかまたは背に負い、田の水口などに置かれる。
- 虫送り – 新潟県・岐阜県・愛知県・京都府・兵庫県・鳥取県・岡山県・広島県・山口県などで行われ、藁馬は村内や田を歩いた後、廃棄される点が共通する。藁馬は村内や田を歩くことで、虫をつけて村の外へ送るという虫送り（厄送り）の役割を担っている。類似例として、疱瘡神送り、鹿島送り、道切り、厄災送りがある。
- 野神送り – 奈良県天理市・徳島県勝浦郡に行われ、藁馬を子供が引く共通点がある。
- 七夕 – 宮城県・福岡県・群馬県・茨城県・埼玉県・東京都・千葉県・新潟県・山梨県・石川県・岐阜県・静岡県・京都府・高知県・熊本県などで行われる。藁馬の使い方は多用であるが、七夕様の乗る馬とするところが多い。
- 盆 – 秋田県・岩手県・山形県・宮城県・福島県・新潟県などで行われ、藁馬は備えるか廃棄される共通点がある。藁馬の頭数は1頭または2頭の所があり、 6頭や仏の数だけという所もあり、精霊迎えの役割を果たす。
- 八朔 – 福岡県を中心に行われ、行事当日、藁馬は男子が生まれた家で壇に飾られ、翌日には子供達に分け与えられる。

この他、全国各地に藁馬を用いる祭りや行事が存在する。